# Trabrennbahn Gelsenkirchen
Trabrennbahn Gelsenkirchen (også kendt som GelsenTrabPark) er en travbane  beliggende i bydelen Rotthausen i Gelsenkirchen i Tyskland. Den benyttes til travløb og er den største travbane i Tyskland. Banen blev indviet i 1912 og har plads til 30.000 tilskuere. Tribunen blev bygget i 1965 og har plads til 9.600 tilskuere i 4 etager, og  er 112 meter lang. Banens længde er 1.200 meter.
Årets højdepunkt på banen er Bild-Pokal, der afholdes 1. maj og Traber-St. Leger, der afholdes tredje søndag i september.